# Mohammad al-Jawad
Mohamed Abed Abdul al-Jawad (arabisch محمد عابد عبد الجواد, DMG Muḥammad ʿĀbid ʿAbd al-Ǧawwād; * 28. November 1962 in Dschidda) ist ein ehemaliger saudi-arabischer Fußballspieler.

## Karriere

### Klub
Er spielte bereits in der Jugend für al-Ahli und wechselte zur Saison 1980/81 von der U23 in die erste Mannschaft. Er gewann mit seiner Mannschaft jeweils einmal die Meisterschaft als auch den Pokal. Nach der Spielzeit 1994/95 beendete er seine Karriere.

### Nationalmannschaft
Sein erstes bekanntes Turnier war beim Golfpokal 1982, zuvor absolvierte er mindestens ein Freundschaftsspiel. Bei der Asienmeisterschaft 1984 konnte er mit seiner Mannschaft den Titel gewinnen und nahm auch am Arabischen Nationenpokal 1985 teil. Er war bei den Panarabischen Spielen 1985, dem Golfpokal 1986 und den  Asienspielen 1986 aktiv.
Bei der Asienmeisterschaft 1988 konnte er mit seiner Mannschaft nach Elfmeterschießen Südkorea mit 4:3 besiegen und den Titel als Asienmeister verteidigen. Am Ende des Jahres kam er im Golfpokal 1988 zum Einsatz.
Im nächsten Jahr spielte er bei der Qualifikation für die Weltmeisterschaft 1990,  für welche man sich nicht qualifizieren konnte. Es folgte eine Pause über vier Jahre, womit er erst in den Vorbereitungsspielen kurz vor der Qualifikation für die Weltmeisterschaft 1994 wieder zum Einsatz kam. Nach der erfolgreichen Qualifikation für die Endrunde kam er ab Anfang 1994 in zahlreichen Freundschaftsspielen zum Einsatz. Bei der Endrunde selbst war er in allen Spielen seines Teams im Einsatz. Nach der 1:3-Niederlage gegen Schweden im Viertelfinale und dem Ausscheiden seiner Mannschaft beendete er seine Karriere im Nationaldress.
Er war auch Teil der Mannschaft bei den Olympischen Spielen 1984 in Los Angeles.